# Actio de modo agri
Actio de modo agri w prawie rzymskim – powództwo skierowane przeciwko sprzedawcy gruntu, który zbywając go mancypacyjnie, złożył fałszywe zapewnienie co do jego powierzchni.

## Charakterystyka powództwa
Powództwo należało do actiones in personam. Sprzedawca odpowiadał w podwójnej wartości brakującej powierzchni gruntu.